# جون توبين
جون توبين هو ملاكم غرينادي، مثّل بلاده في الألعاب الأولمبية الصيفية 1988.

## روابط خارجية
جون توبين على موقع بوكس ريك (الإنجليزية) (registration required)
- جون توبين على موقع أوليمبيديا (الإنجليزية)